# دیوید کلمن (بازیکن فوتبال، زاده ۱۹۴۲)
دیوید کلمن (انگلیسی: David Coleman; ۲۷ مارس ۱۹۴۲ – ۲۳ سپتامبر ۲۰۱۶) بازیکن فوتبال اهل بریتانیا بود.
از باشگاه‌هایی که در آن بازی کرده‌است می‌توان به باشگاه فوتبال کلاکتون، باشگاه فوتبال استانوای راورز، و باشگاه فوتبال کولچستر یونایتد اشاره کرد.